# Epilepsihund

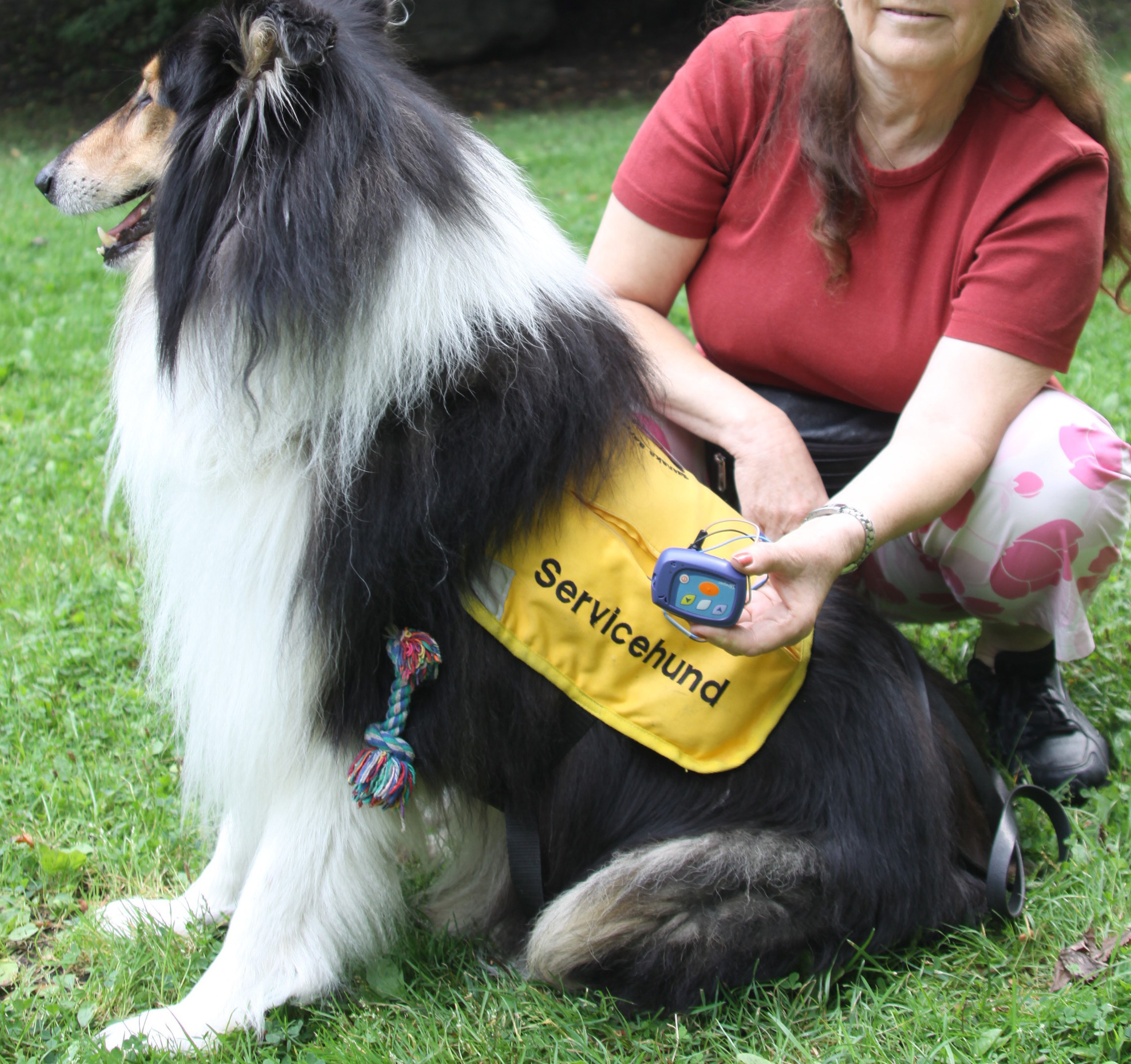
Epilepsi-hund med alarmet som är kopplat direkt till Larmtjänst.

Epilepsihundar är alarmerande servicehundar som hjälper människor med epilepsi. Uppgiften är att varna inför ett annalkande anfall samt larma när anfallet brutit ut. En epilepsihund kan känna av att ett anfall är på väg upp till 40 minuter innan det inträffar. Det är oklart vad det är hunden reagerar på: om hunden kan känna av att den elektriska spänningen i hjärnan förändras eller om det annalkande anfallet medför att något doftämne ändras. Hur hundarna får lära sig att markera och varna är individuellt anpassat efter vad som passar hund och ägare. I vissa fall får hunden lära sig att hämta en vattenflaska eller en medicindosa så att anfallet i bästa fall kan hävas. Hunden får även lära sig att larma när ett anfall väl brutit ut. Det kan vara att antingen uppmärksamma människor i omgivningen eller att aktivera ett mobilt trygghetslarm i tjänstetäcket.
Enligt Hjälpmedelsinstitutet fanns det under 2010 sju epilepsihundar i Sverige, och då räknades både färdigutbildade hundar och hundar under utbildning.